# Episodi di George e Mildred (quarta stagione)
La quarta stagione della serie televisiva George e Mildred è andata in onda sulla rete ITV dal 16 novembre al 26 dicembre 1978. in Italia, come di consueto, la stagione è andata in onda su Rai 2, sempre e comunque non rispettando l'ordine di produzione degli episodi, dal 5 al 9 novembre 1979 (episodi 1-4 e 6) e dal 30 gennaio al 12 febbraio 1981 (episodi 5 e 7).
| n° | Titolo originale               | Titolo italiano          | Prima TV Regno Unito | Prima TV Italia |
| -- | ------------------------------ | ------------------------ | -------------------- | --------------- |
| 1  | Just the Job                   | Il dovere è potere       | 16 novembre 1978     | 5 novembre 1979 |
| 2  | Days of Beer and Rosie         | La notte della vittoria  | 23 novembre 1978     | 6 novembre 1979 |
| 3  | You Must Have Showers          | Bellezze al bagno        | 30 novembre 1978     | 7 novembre 1979 |
| 4  | All Work and No Pay            | George, Jerry e compagni | 7 dicembre 1978      | 8 novembre 1979 |
| 5  | Nappy Days                     | Il campione              | 14 dicembre 1978     | 30 gennaio 1981 |
| 6  | The Mating Game                | Cuccioli si nasce        | 21 dicembre 1978     | 9 novembre 1979 |
| 7  | On the Second Day of Christmas | Lascia o raddoppia?      | 27 dicembre 1978     | 3 febbraio 1981 |

## Il dovere è potere
- Titolo originale: Just the Job
- Diretto da: Peter Frazer-Jones
- Scritto da: Johnnie Mortimer, Brian Cooke

### Trama
Brutte notizie per George: la previdenza sociale non intende più passargli il sussidio di disoccupazione, così è di fatto obbligato a cercarsi un lavoro. Gli viene offerta la possibilità di diventare un ausiliario del traffico, e lui accetta volentieri, pensando con una certa dose di perfidia alle multe che potrà fare.

## La notte della vittoria
- Titolo originale: Days of Beer and Rosie
- Diretto da: Peter Frazer-Jones
- Scritto da: Johnnie Mortimer, Brian Cooke

### Trama
Al termine di una giornata di lavoro, passata a fare multe, George si rilassa nel solito pub. Si avvicina a lui un giovane, che gli parla di una vecchia amica, Rosie, che era sua madre, ora deceduta. Rosie ha lasciato un diario, dove è scritto che il figlio fu concepito la sera del giorno della vittoria, e che quella sera uscì con George. Dapprima sconcertato, George ben presto si abitua all'idea di avere un figlio e ne è orgoglioso.

## Bellezze al bagno
- Titolo originale: You Must Have Showers
- Diretto da: Peter Frazer-Jones
- Scritto da: Johnnie Mortimer, Brian Cooke

### Trama
Mildred ha occasione di ammirare il bagno dei Fourmile, e soprattutto la loro bella doccia. Decide quindi di farne costruire una anche nel proprio bagno; George fa fare alcuni preventivi, ma sono tutti troppo cari, tutti tranne uno, quello dell'amico Jerry.

## George, Jerry e compagni
- Titolo originale: All Work and No Pay
- Diretto da: Peter Frazer-Jones
- Scritto da: Johnnie Mortimer, Brian Cooke

### Trama
L'eccessivo zelo nel fare multe da parte di George indispettisce il suo superiore, il quale decide di tenerlo d'occhio. Quando George si concede una pausa e passa a trovare Jerry, il superiore lo affronta e lo costringe a dare le dimissioni. Rendendosi conto di ciò che ha fatto, George non osa pensare alla reazione che avrà Mildred quando lo verrà a sapere.

## Il campione
- Titolo originale: Nappy Days
- Diretto da: Peter Frazer-Jones
- Scritto da: Johnnie Mortimer, Brian Cooke

### Trama
I Fourmile devono andare al funerale di una zia di Ann, così affidano Tarquin, il loro neonato, ai Roper. Mildred quello stesso giorno ha però il suo corso settimanale di scultura, così il bebè resta solo con George. I Fourmile dovrebbero tornare nel tardo pomeriggio, ma la loro auto si guasta. George quella sera ha la finale del torneo di freccette, un appuntamento per lui imperdibile, in quanto per una volta viene messo in squadra, invece di fare la riserva; dovrà quindi trovare una soluzione, perché si avvicina l'ora di uscire e i Fourmile non arrivano.

## Cuccioli si nasce
- Titolo originale: The Mating Game
- Diretto da: Peter Frazer-Jones
- Scritto da: Johnnie Mortimer, Brian Cooke

### Trama
Truffles, la cagnetta di razza Yorkshire Terrier di Mildred, è in calore. Il veterinario consiglia di farle fare i cuccioli, almeno una volta, prima di sterilizzarla, e Mildred ha l'idea di farla accoppiare con Pomroy, lo Yorkshire maschio di sua sorella Ethel. George, che in un primo tempo non è favorevole, cambia idea quando gli si dice che un cucciolo di Yorkshire può essere venduto a circa 40 sterline.

## Lascia o raddoppia?
- Titolo originale: On the Second Day of Christmas
- Diretto da: Peter Frazer-Jones
- Scritto da: Johnnie Mortimer, Brian Cooke

### Trama
È il pomeriggio del giorno di Natale, e i Roper sono a casa, da soli: nessuno è ancora passato a trovarli. Finalmente Ann Fourmile li invita a prendere un aperitivo, e George si appassiona al videogioco Pong, che è appena stato regalato a Tristram. George convince il ragazzino a fare una partita scommettendo dei soldi, e vince. Jeffrey Fourmile si indigna, e sfida George per riprendere i soldi di Tristram. George, dopo aver perso la prima partita, rilancia raddoppiando la posta, e questo per decine di partite, tutte regolarmente perdute.